# Classification APG IV

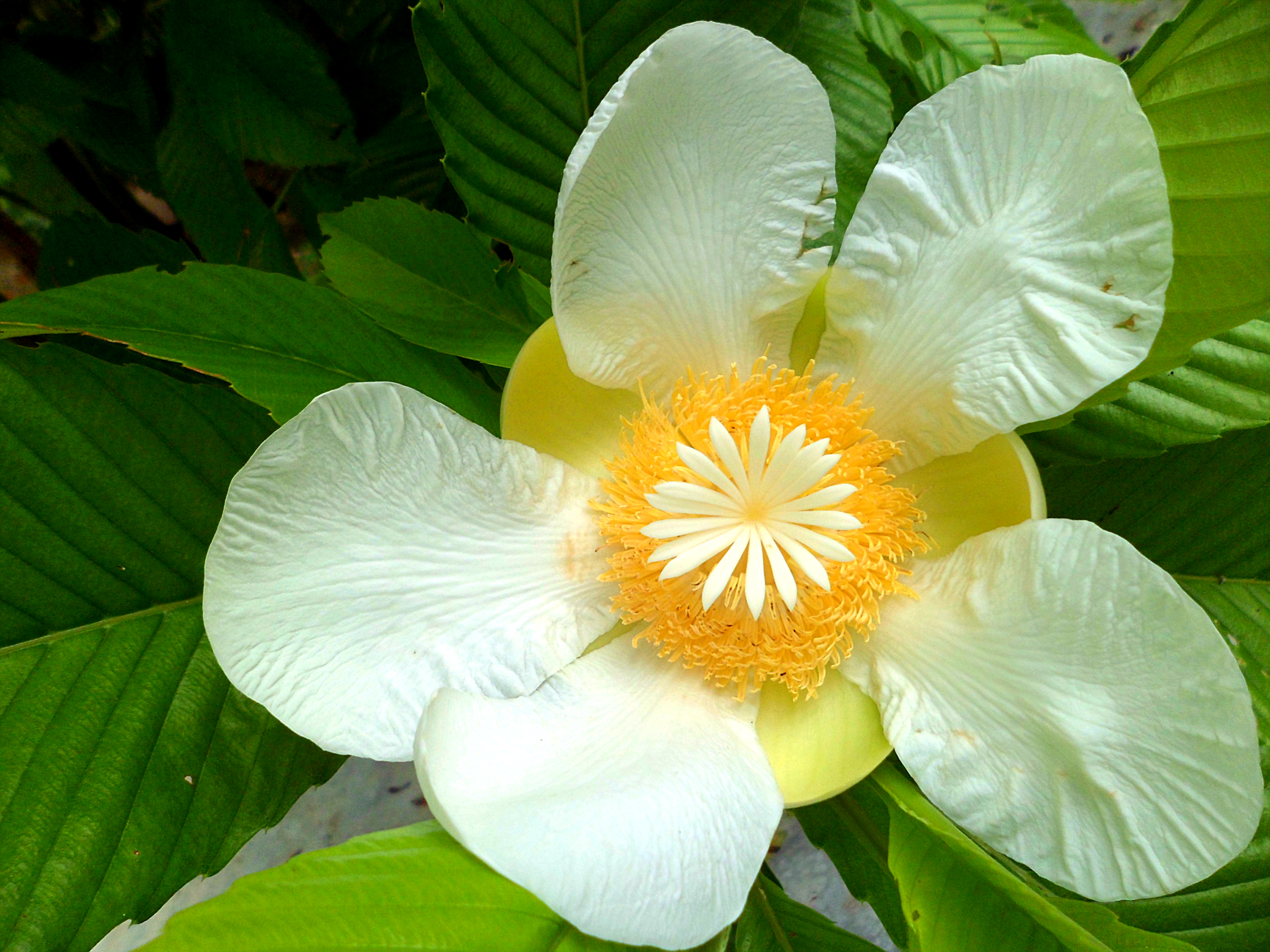
Dans la version IV de la classification APG des angiospermes, l'ordre des Dilleniales est accepté de nouveau. Ici une fleur de Dillenia indica.

La classification APG IV (2016), est la quatrième version de classification botanique phylogénétique des angiospermes établie par l'Angiosperm Phylogeny Group. C'est une modification de la classification phylogénétique APG III (2009).

## Nouveautés de cette version
Voici quelques changements apportés par la version 2016 à la classification phylogénétique APG III (2009) :

### Au-dessus de la famille
Cinq nouveaux ordres sont admis, ce qui porte leur nombre total à 64 :
- Boraginales
- Dilleniales
- Icacinales
- Metteniusales
- Vahliales

Deux nouveaux clades :
- les Superrosidées (voir Rosidées)
- les Superasteridées (voir Astéridées)

### Familles et rangs inférieurs
Modifications au niveau des familles :
- Dasypogonaceae est assignée à l'ordre des Arecales
- Sabiaceae est assignée à l'ordre des Proteales
- Cynomoriaceae est placé dans les Saxifragales
- Apodanthaceae est placé dans les Cucurbitales
- Asphodelaceae se substitue à Xanthorrhoeaceae (Asparagales)
- Francoaceae se substitue à Melianthaceae (Geraniales).

Les autres changements concernent principalement les limites de certaines familles, notamment le classement de certains Lamiidées problématiques :
- les Francoaceae, incluent désormais les Bersamaceae, Ledocarpaceae, Rhynchothecaceae et Vivianiaceae,
- des genres d'Icacinaceae sont placés dans les Metteniusaceae, une famille auparavant monotypique,
- aux Aristolochiaceae s'ajoutent les Lactoridaceae et Hydnoraceae (Aristolochiales),
- les Maundiaceae sont retirées des Juncaginaceae (Alismatales),
- les Restionaceae ré-incorporent les Anarthriaceae et Centrolepidaceae (Poales),
- aux Buxaceae s'ajoutent les Haptanthaceae (Buxales),
- les Peraceae sont séparées des Euphorbiaceae (Malpighiales),
- Petenaeaceae une nouvelle famille d'Huerteales,
- s'ajoutent trois familles nouvelles au Caryophyllales : Kewaceae, Macarthuriaceae et Microteaceae[3],
- les Petiveriaceae sont séparées des Phytolaccaceae (Caryophyllales),
- transfert des Allantospermum des Ixonanthaceae vers les Irvingiaceae (Malpighiales)
- transfert des Pakaraimaea (auparavant Dipterocarpaceae) vers Cistaceae (Malvales)
- transfert de Borthwickia, Forchhammeria, Stixis et Tirania (auparavant tous dans les Capparaceae) vers les Resedaceae (Brassicales),
- les Nyssaceae sont séparés des Cornaceae (Cornales),
- Sanango déplacé des Loganiaceae vers les Gesneriaceae (Lamiales),
- Lindenbergiaceae et Rehmanniaceae inclus dans les Orobanchaceae (Lamiales),
- Mazaceae distincts des Phrymaceae (Lamiales).

## Version simplifiée
- clade Angiospermes
grade Angiospermes basales
ordre Amborellales
ordre Nymphaeales
ordre Austrobaileyales
clade Mésangiospermes
clade Magnoliidées
ordre Canellales
ordre Laurales
ordre Magnoliales
ordre Piperales
lignée indépendante : non placé dans un clade plus large
ordre Chloranthales
clade Monocotylédones
ordre Acorales
ordre Alismatales
ordre Arecales
ordre Asparagales
ordre Commelinales
ordre Dioscoreales
ordre Liliales
ordre Pandanales
ordre Petrosaviales
ordre Poales
ordre Zingiberales
probable lignée sœur des eudicotédones
ordre Ceratophyllales
clade des Dicotylédones vraies (eudicotylédones)
ordre Buxales
ordre Proteales
ordre Ranunculales
ordre Trochodendrales
Noyau des Dicotylédones vraies
ordre Dilleniales
ordre Gunnerales
clade Superrosidées
ordre Saxifragales
clade Rosidées
ordre Vitales
clade Fabidées
ordre Cucurbitales
ordre Fabales
ordre Fagales
ordre Rosales
ordre Zygophyllales
→ clade Fabidées ou Malvidées ?
ordre Celastrales
ordre Malpighiales
ordre Oxalidales
clade Malvidées
ordre Brassicales
ordre Crossosomatales
ordre Geraniales
ordre Huerteales
ordre Malvales
ordre Myrtales
ordre Picramniales
ordre Sapindales
clade Superastéridées
ordre Berberidopsidales
ordre Caryophyllales
ordre Santalales
clade Astéridées
ordre Cornales
ordre Ericales
clade Lamiidées
ordre Icacinales
ordre Metteniusales
ordre Garryales
ordre Gentianales
ordre Boraginales
ordre Vahliales
ordre Solanales
ordre Lamiales
clade Campanulidées
ordre Apiales
ordre Aquifoliales
ordre Asterales
ordre Bruniales
ordre Dipsacales
ordre Escalloniales
ordre Paracryphiales